# Октябрський (Дуванський район)
Октя́брський (рос. Октябрьский, башк. Октябрьский) — присілок (у минулому селище) у складі Дуванського району Башкортостану, Росія. Входить до складу Дуванської сільської ради.
Населення — 220 осіб (2010; 264 у 2002).
Національний склад:
- росіяни — 82 %